# باند کی (مؤسسه مهندسان برق و الکترونیک)
باند کی (انگلیسی: K band) تعریف‌شده توسط مؤسسه مهندسان برق و الکترونیک (IEEE)، بخشی از طیف رادیویی در بازه بسامدی ریزموج از ۱۸ تا ۲۷ گیگاهرتز است. بازه بسامدی در مرکز باند کی بین ۱۸ تا ۲۶٫۵ گیگاهرتز به‌دلیل اوج تشدید آن در ۲۲٫۲۴ گیگاهرتز (۱٫۳۵ سانتی‌متر) توسط بخار آب در اتمسفر جذب می‌شود؛ بنابراین این بسامدها تضعیف اتمسفری بالایی را تجربه می‌کنند و نمی‌توان از آن برای کاربردهای مسافت طولانی استفاده کرد. به‌همین دلیل باند کی اصلی به سه باند تقسیم شده‌است: باند کی‌ای، باند کی و باند کی‌یو.
حرف K سرواژه Kurz است که یک واژه آلمانی به معنای کوتاه است.

## زیربخش‌ها
به دلیل اوج جذب بخار آب در مرکز باند، باند کی مؤسسه مهندسان برق و الکترونیک به‌طور معمول به سه زیر باند تقسیم می‌شود:
- باند کی‌یو یا باند کی زیرین (K-under)، ۱۲ تا ۱۸ گیگاهرتز، عمدتاً برای ارتباطات ماهواره‌ای و تلویزیون‌های ماهواره‌ای، ارتباطات ریزموج زمینی و راداری به ویژه آشکارسازهای سرعت ترافیک پلیس به‌کار می‌رود.
- باند کی، ۱۸ تا ۲۷ گیگاهرتز، به‌دلیل خط جذب بخار آب در ۲۲ گیگاهرتز، این باند دارای تضعیف اتمسفر بالایی است و فقط برای کاربردهای برد کوتاه مفید است.
- باند کی‌ای یا باند کی بالایی (K-above)، ۲۶٫۵ تا ۴۰ گیگاهرتز، عمدتاً برای ارتباطات تجربی و راداری استفاده می‌شود. فضاپیمای کپلر نخستین مأموریت ناسا در استفاده از باند کی‌ای در ارتباطات شبکه فضای دوردست ناسا بود.